# Tama (chat)
Pour les articles homonymes, voir Tama.
Tama (たま), née le 29 avril 1999 et morte le 22 juin 2015 ,, est une chatte avec une robe calico ; elle est devenue célèbre comme chef de gare et directrice à la gare de Kishi, sur la ligne Kishigawa, à Kinokawa au Japon.

## Histoire et adoption

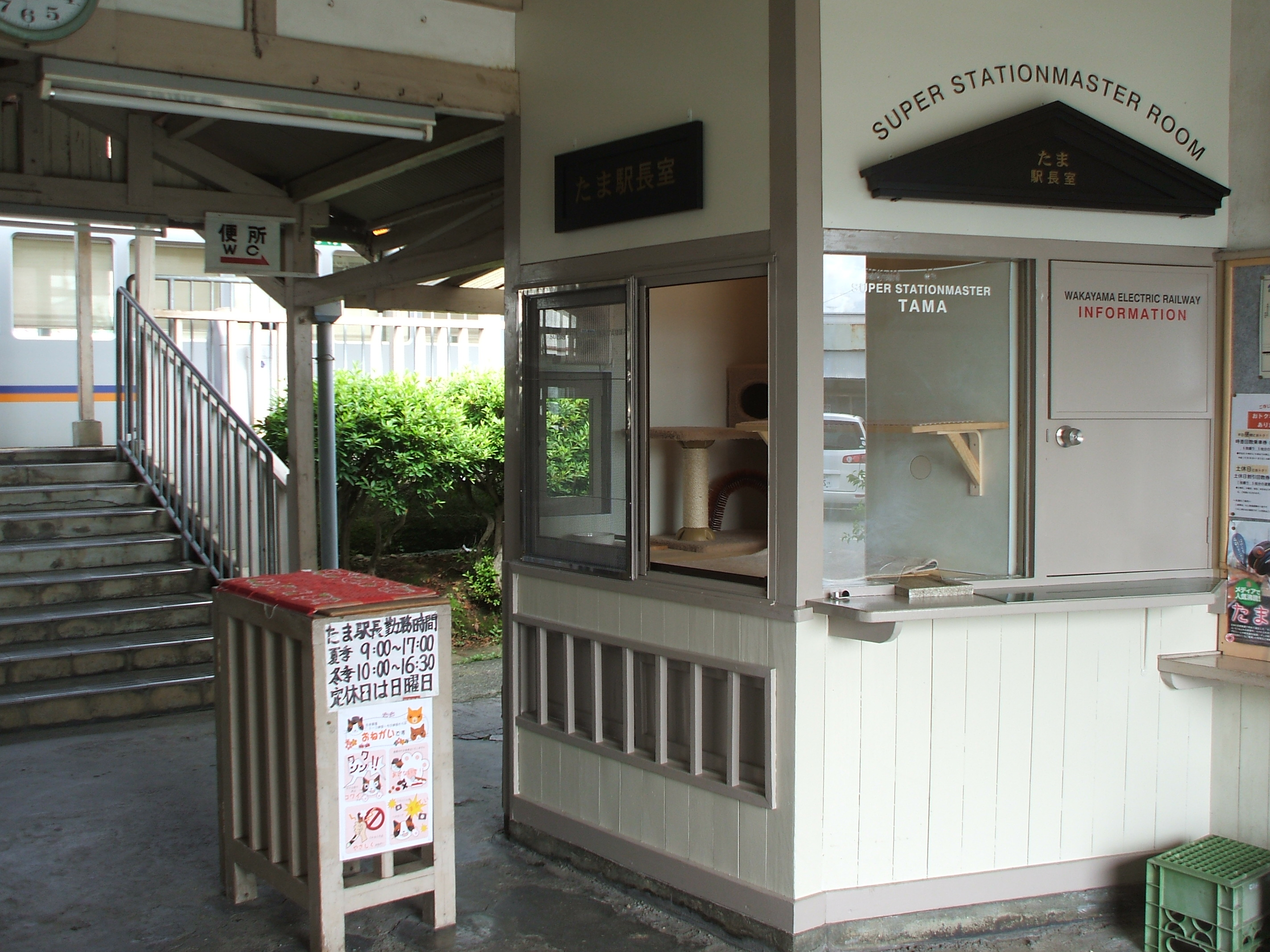
Le bureau de Tama dans la gare de Kishi en juin 2008.

Tama est née à Kinokawa, dans la préfecture de Wakayama. Elle a été élevée avec un groupe de chats qui avait ses habitudes à proximité de la gare. Ils étaient régulièrement nourris par les passagers et par l'ancien chef de gare Toshiko Koyama. La gare de Kishi a failli être fermée en 2004 à cause de problèmes financiers. La question de fermer la gare a ainsi été posée aux citoyens. Ils ont décidé de la garder ouverte. En avril 2006, la ligne Kishigawa a supprimé des postes des employés de toutes ses gares afin de réduire les coûts. Les chefs de gare étaient des employés des commerces proches ; Koyama était le directeur de la gare. En janvier 2007, le responsable de la gare a l'idée de nommer officiellement un chat errant, qu'il a l'habitude de nourrir, au poste de chef de gare. En tant que tel, le métier de l'élue, Tama, est d'accueillir les passagers. Pour indiquer sa fonction, elle porte un chapeau de chef de gare, et en guise de salaire, reçoit de la nourriture gratuitement. Tama, la chatte au pelage calico, fait immédiatement parler d'elle. Sa simple présence permet d'augmenter le trafic de la ligne dès 2007, et de sauver la gare, la ligne et le train. Tama est ensuite aidée par trois assistants félins : Chibi, Miiko et Nitama.

## Carrière et honneurs en tant que chef de gare

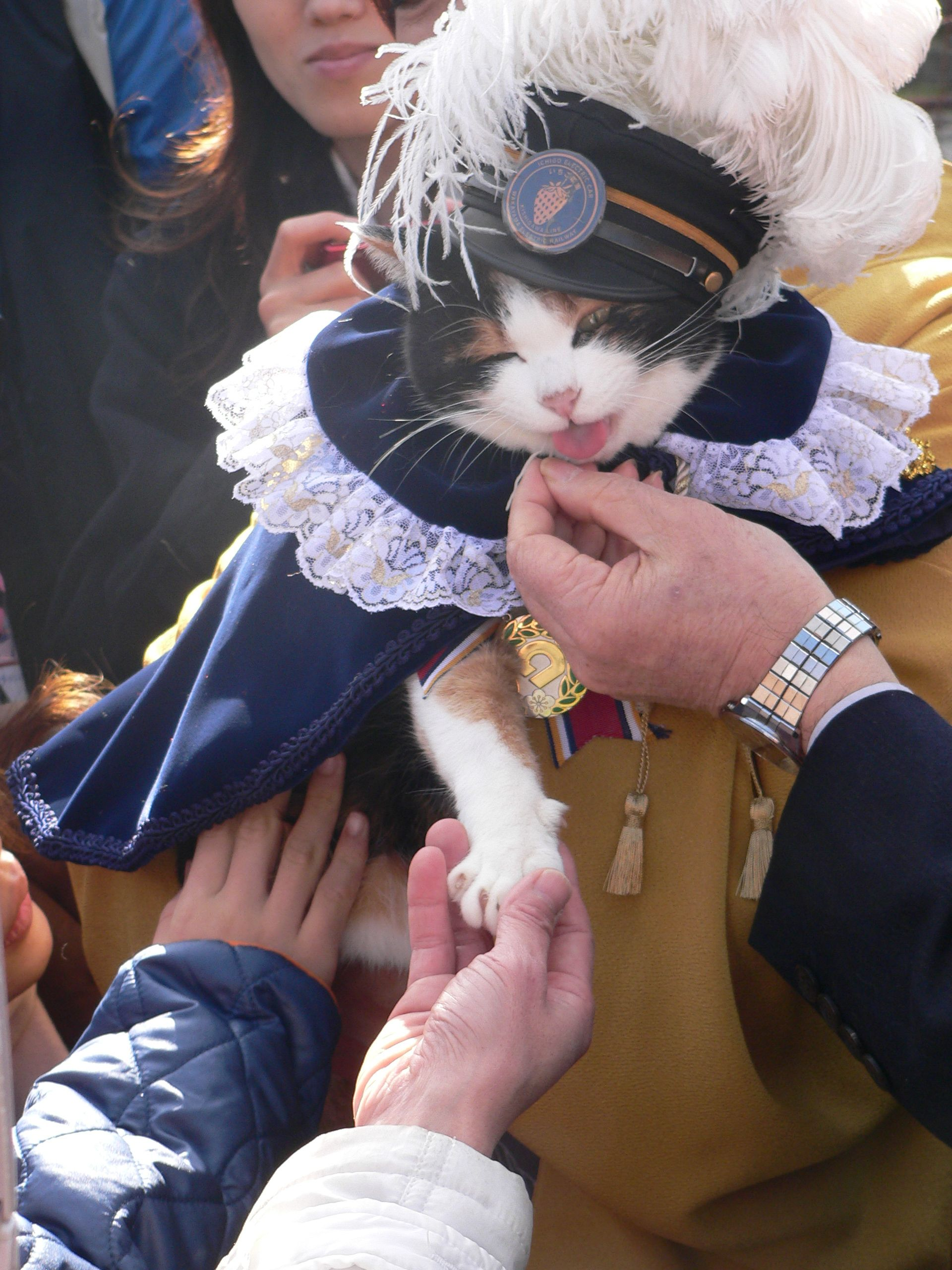
Tama portant un costume de « Wakayama de Knight » (un jeu de mots basé sur « Il doit être Wakayama » en japonais), présentée au gouverneur de Wakayama.

La publicité pour Tama a permis d'augmenter le nombre de passagers de la compagnie Wakayama Electric Railway de 17 % entre janvier 2006 et janvier 2007 ; les statistiques de fréquentation pour mars 2007 ont montré une augmentation de 10 % par rapport à l'exercice précédent. Une étude estime que Tama a rapporté 1,1 milliard de yens à l'économie locale. En janvier 2008, Tama a été promue au rang de « super chef de gare » lors d'une cérémonie à laquelle ont assisté le maire et le président de la compagnie ferroviaire ; le résultat de cette promotion est qu'elle est ainsi devenue « la seule femelle à un poste de cadre » dans l'entreprise. Son nouveau poste lui donne un « bureau » (un ancien guichet qui contient arbre à chat, griffoir et litière). En janvier 2010, les dirigeants de la compagnie ferroviaire l'ont promue « Officier des Opérations » en récompense de sa contribution à l'accroissement de la fréquentation. Tama reste la chef de gare en prenant ce nouvel emploi. C'est le premier chat à devenir dirigeant d'une compagnie ferroviaire.
Elle est la supérieure de deux assistants chefs de gare, Chibi (ちび, né le 12 mai 2000) et une chatte orange tabby appelée Miiko (ミーコ, 3 octobre 1998 ‑ 20 juillet 2009) et qui n'est autre que la mère de Tama. Mais depuis le décès de Miiko, il n'y a plus que Chibi.

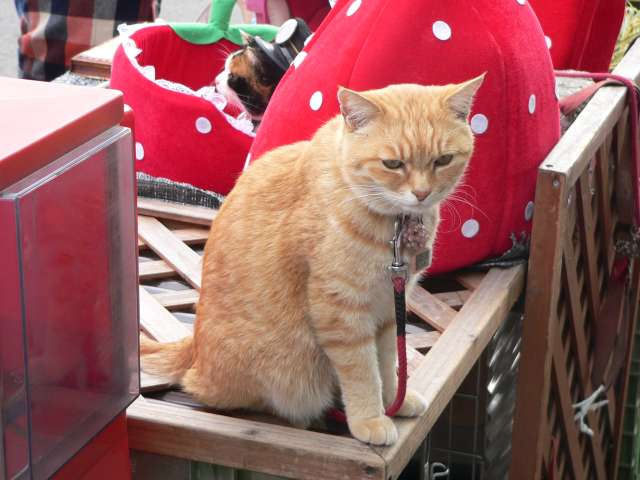
L'assistante Miiko en novembre 2007.
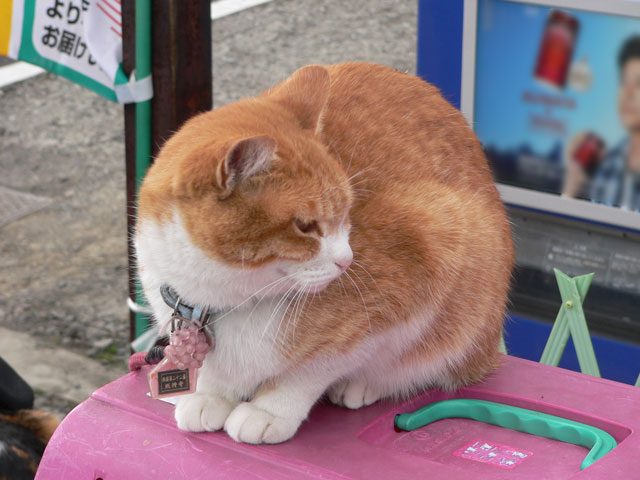
L'assistant Chibi en novembre 2007.

Au printemps 2009, la Wakayama Electric Railway a présenté "Tama Densha" (たま電車, Tama train), un train décoré de versions cartoon de Tama, qui circule sur la ligne. En août 2010, la gare à Kishi a été remodelée pour ressembler à un chat. Cette gare, ainsi que le « Tama Densha », ont été réalisés sous la supervision du designer industriel Eiji Mitooka.

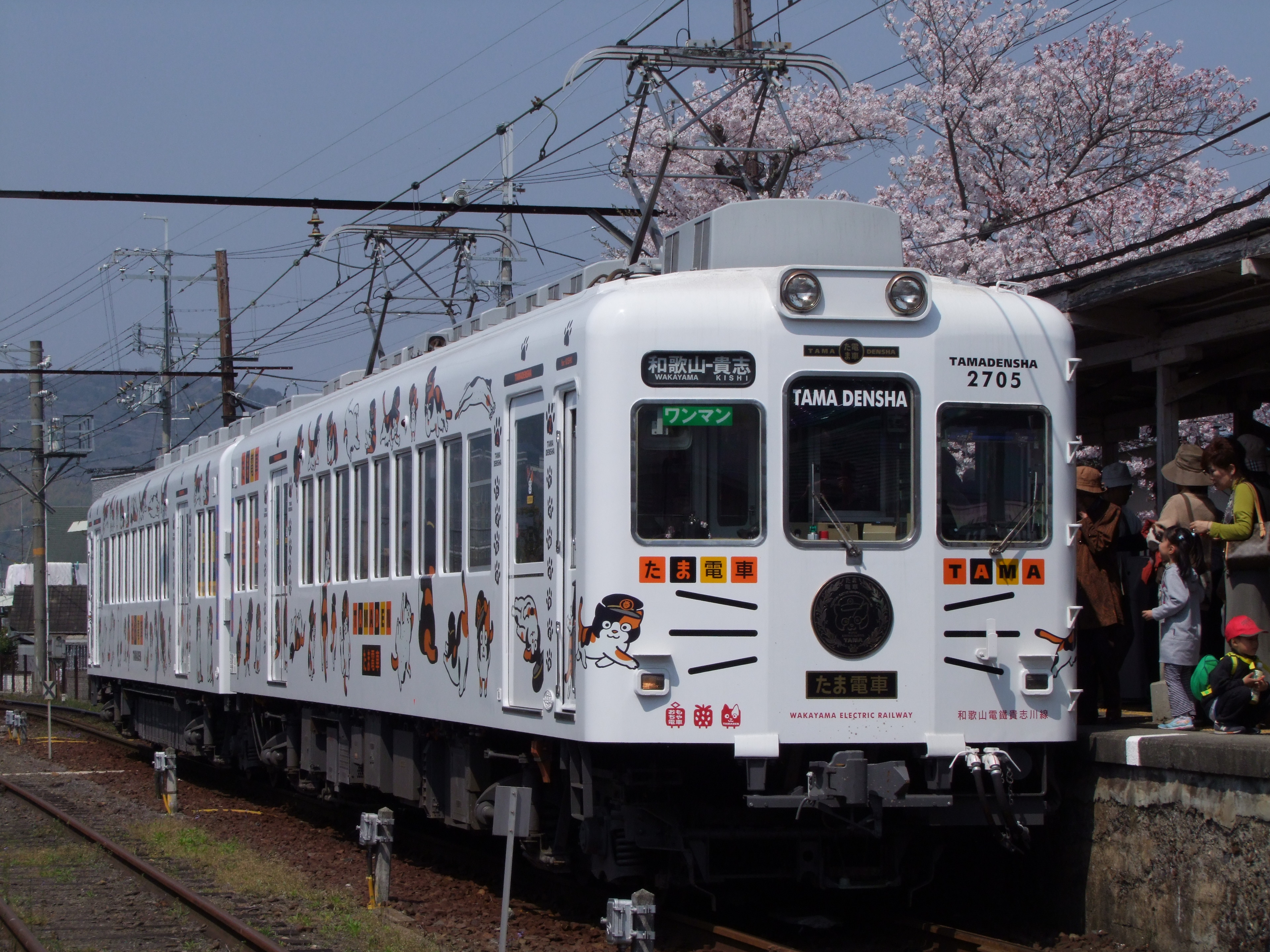
Le train « Tama Densha » en avril 2009.
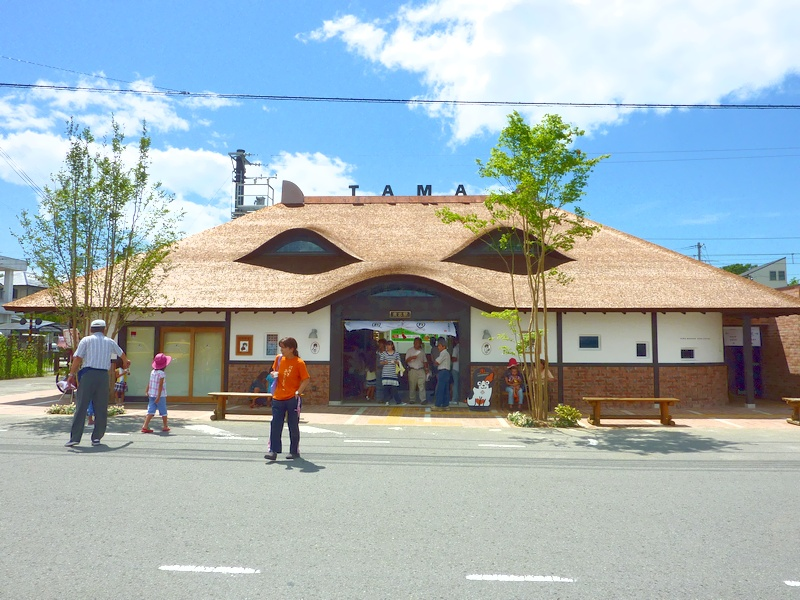
La gare de Kishi en août 2010.
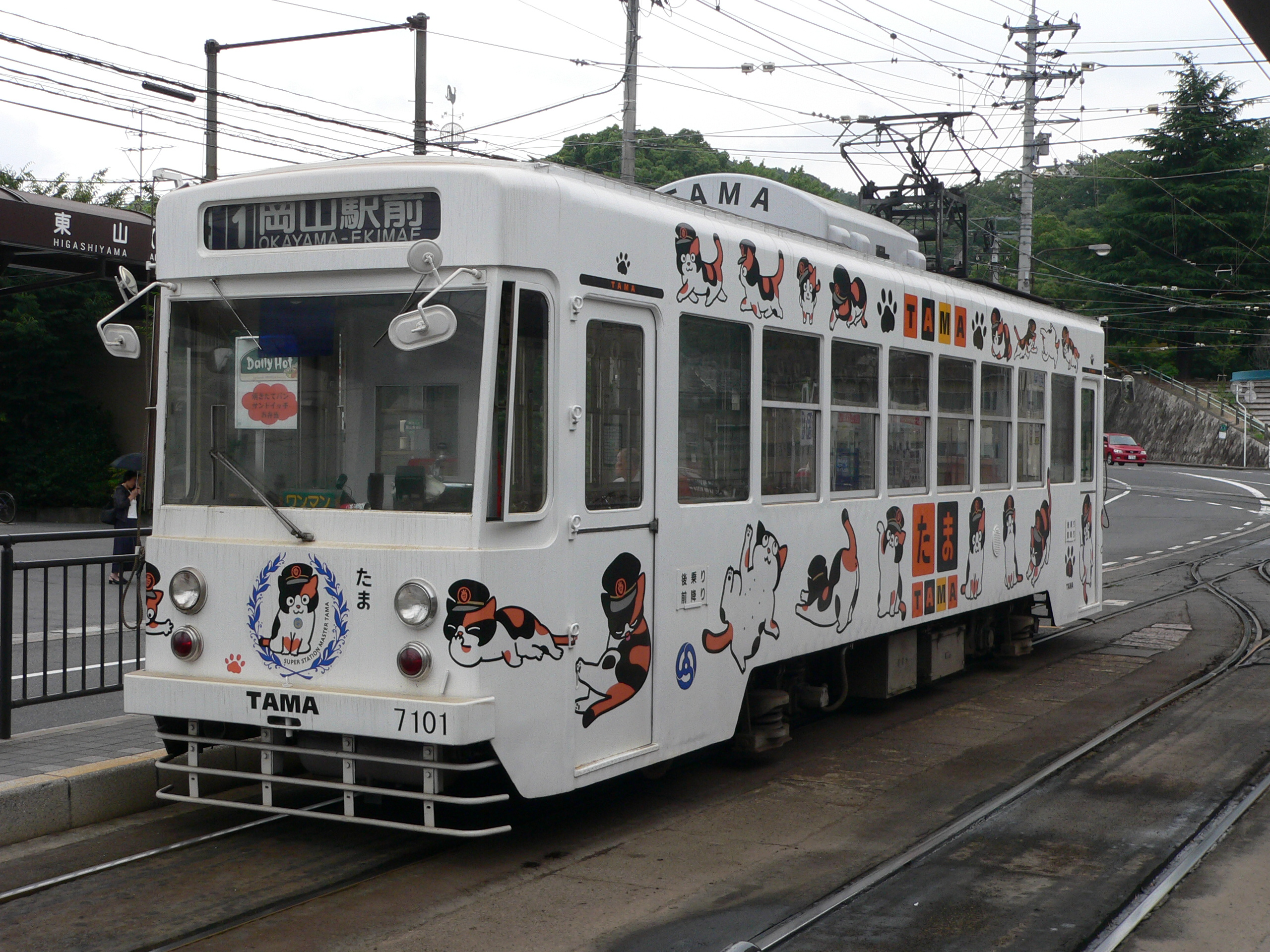
Rame du tramway d'Okayama en livrée du « Tama Densha », juillet 2009.

## Décès et succession

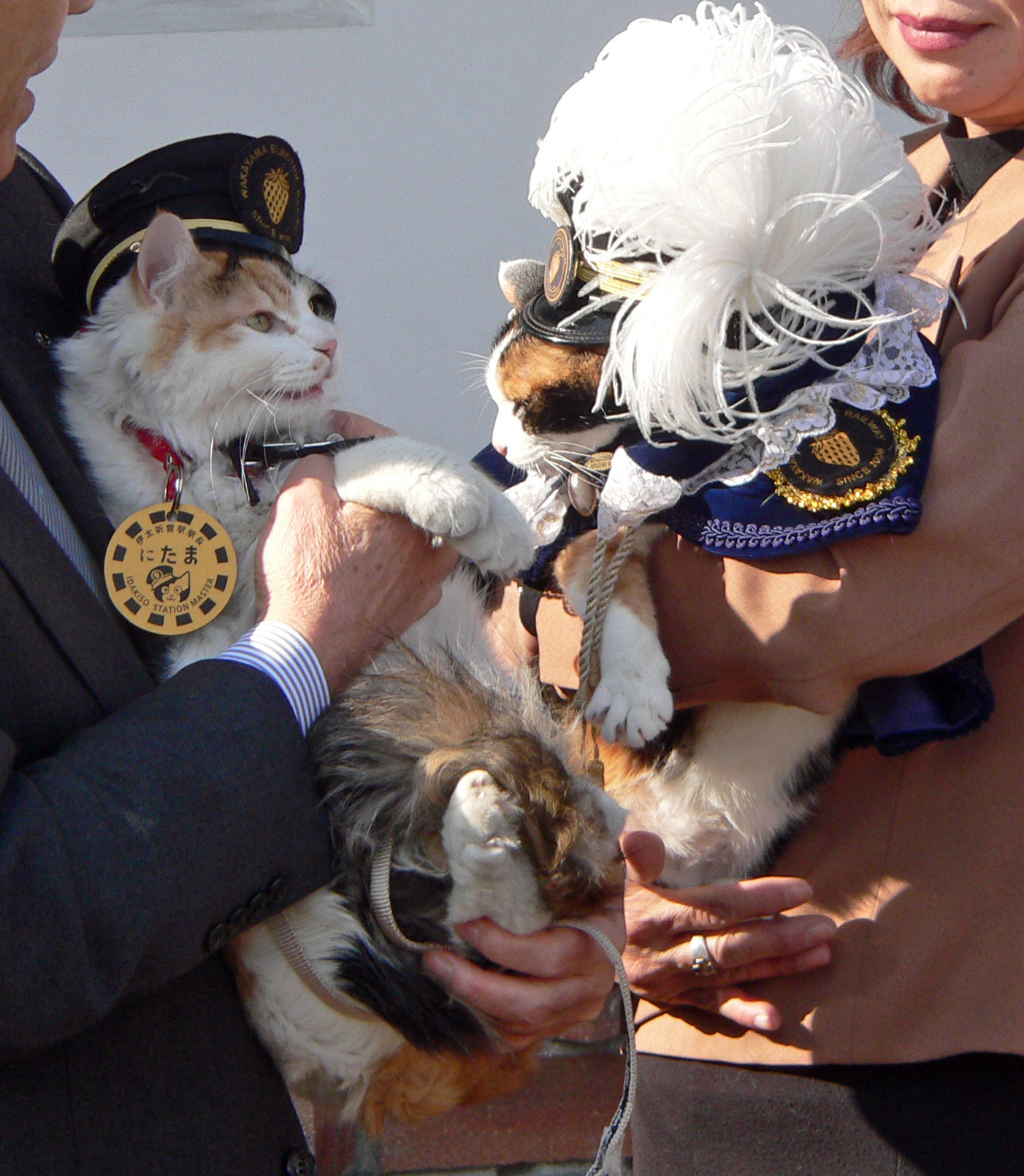
Tama (à droite) et Nitama (à gauche) le 5 janvier 2012.

Le 5 janvier 2012, l'apprentie officielle de Tama, appelée « Nitama » (« Tama Second ») a été révélée.
Tama est décédée d'insuffisance cardiaque aigüe le 22 juin 2015, dans un hôpital pour animaux de la préfecture de Wakayama. Elle avait 16 ans. Le 28 juin 2015 a lieu une cérémonie funéraire selon le rite shinto à laquelle assistaient trois mille personnes et au cours de laquelle elle fut élevée au rang de déesse et reçut le titre honorifique de « chef de gare perpétuelle ».
Durant ses huit années de service, elle a ainsi incité 350 000 voyageurs supplémentaires à faire étape dans la province de Wakayama.
Nitama, qui était auparavant son adjoint, a été officiellement déclaré, le 11 août 2015, son successeur après une période de deuil de 50 jours,.
Nitama avait été trouvée en 2010 sous une voiture par une passante un jour de pluie. Comme le chat était un Calico, elle demanda à Okayama Railways d'en prendre soin. Elle a commencé à travailler dans la gare voisine d'Idakiso les lundi, mardi et vendredi, tout en remplaçant Tama les week-ends et jours fériés. Elle a ensuite été promue adjoint de Tama, ce qui lui a valu de lui succéder puisqu'il existait plusieurs candidatures. Comme l'explique le président de Wakayama Electric Railway, Mitsunobu Kokima : « La raison pour laquelle Nitama a été nommée, c'est qu'elle a reçu son enseignement de Tama elle-même. »

## Tama dans les médias
Tama est apparue dans un documentaire sur les chats appelé en français La voie du chat, en allemand Katzenlektionen et ネコを探して en japonais, réalisé par la cinéaste italienne Myriam Tonelotto, diffusé sur ARTE en avril 2009 et dans les cinémas japonais en 2010.
Le 29 avril 2017, le jour du 18e anniversaire de sa naissance, Google a honoré Tama avec un Google Doodle.